# Calocoris norvegicus
Calocoris norvegicus är en insektsart som först beskrevs av Gmelin 1790.  Calocoris norvegicus ingår i släktet Calocoris och familjen ängsskinnbaggar. Inga underarter finns listade i Catalogue of Life.